# Berit Wallenberg

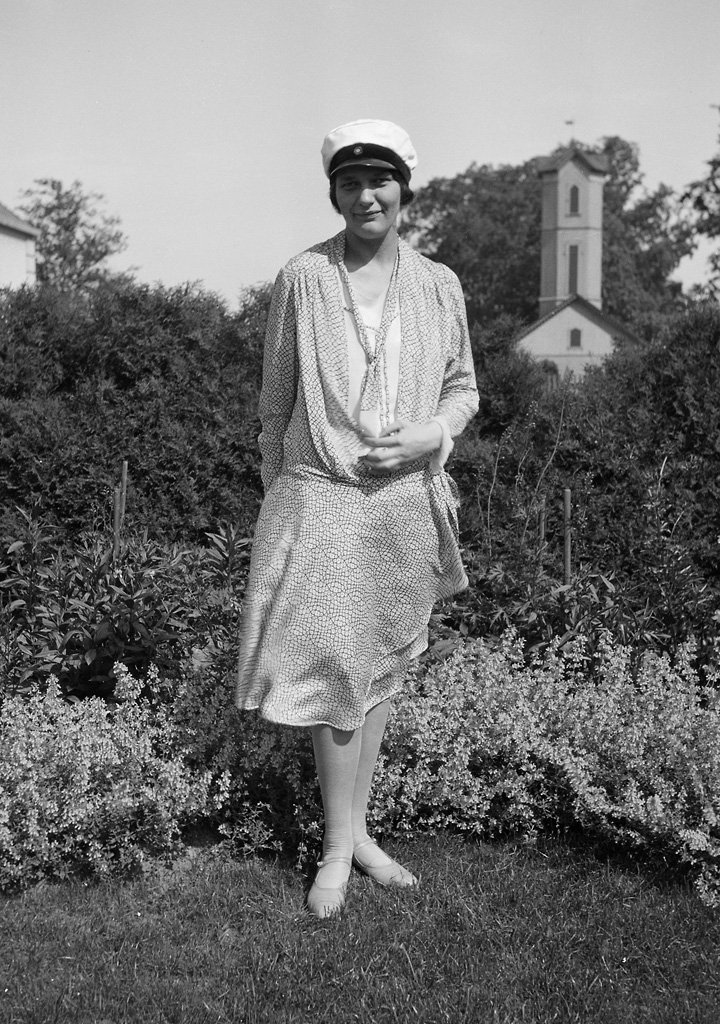
Berit Wallenberg in Karlstad, Värmland

Anna Berit Wallenberg (* 19. Februar 1902 in der Gemeinde Skeppsholmen in Stockholm; gestorben 4. September 1995 in Ekerö) war eine schwedische Archäologin, Anthropologin, Kunsthistorikerin und Fotografin.
Sie ist Gründerin der Berit-Wallenberg-Stiftung, die Fördermittel für Forschung und Wissenschaft vergibt und Kulturerbe-Institutionen, Kunsthistoriker und Archäologen unterstützt.
1936 wurde sie als erste schwedische Frau zur Aufseherin des nationalen Denkmalschutzkomitees ernannt, das für die Restaurierung der Lovö kyrka (auf Deutsch Lovö Kirche) zuständig war.
Berit Wallenberg erhielt zudem als bisher einzige Frau die Ehrendoktorwürde der Universität Stockholm. Ihre Karriere war verschiedenen Formen der Forschung, der Lokalgeschichte und der Denkmalpflege gewidmet, wobei sie sich besonders mit dem christlichen Glaube und der Geschichtsforschung um die schwedischen Inseln Drottningholm und Lovå beschäftigte.
Während ihrer gesamten beruflichem Laufbahn nahm sie an zahlreichen archäologischen Ausgrabungen teil. Dabei fand sie unter anderem das Selbstporträt von Albertus Pictor, einem der berühmtesten spätmittelalterlichen schwedischen Maler, in der Kirche von Lids. Sie fotografierte bedeutende Orte und Denkmäler, die in verschiedenen archäologischen Forschungsbereichen verwendet wurden und eine kulturhistorisch wertvolle Zeitdokumentation darstellen. Ihre Sammlung von etwa 25.000 Fotografien wurde Anfang der 1980er Jahre dem Archiv des Schwedischen Nationalen Kulturerbes geschenkt, in der Hoffnung, dass sie für künftige Forschungen erhalten bleibt.

## Frühes Leben und Familie
Berit Wallenberg war die Tochter des Marineoffiziers Oscar Wallenberg (1872–1939) und seiner Frau Beatrice, geborene Keiller. Somit war sie die Enkelin von André Oscar Wallenberg, dem Gründer der Enskilda Banken. Zusammen mit ihrem Bruder Carol wuchs sie in Villastaden auf, einer Gegend, in der zu dieser Zeit zahlreiche wirtschaftlich erfolgreiche Personen, sowie die gesellschaftliche Elite lebte.

## Ausbildung

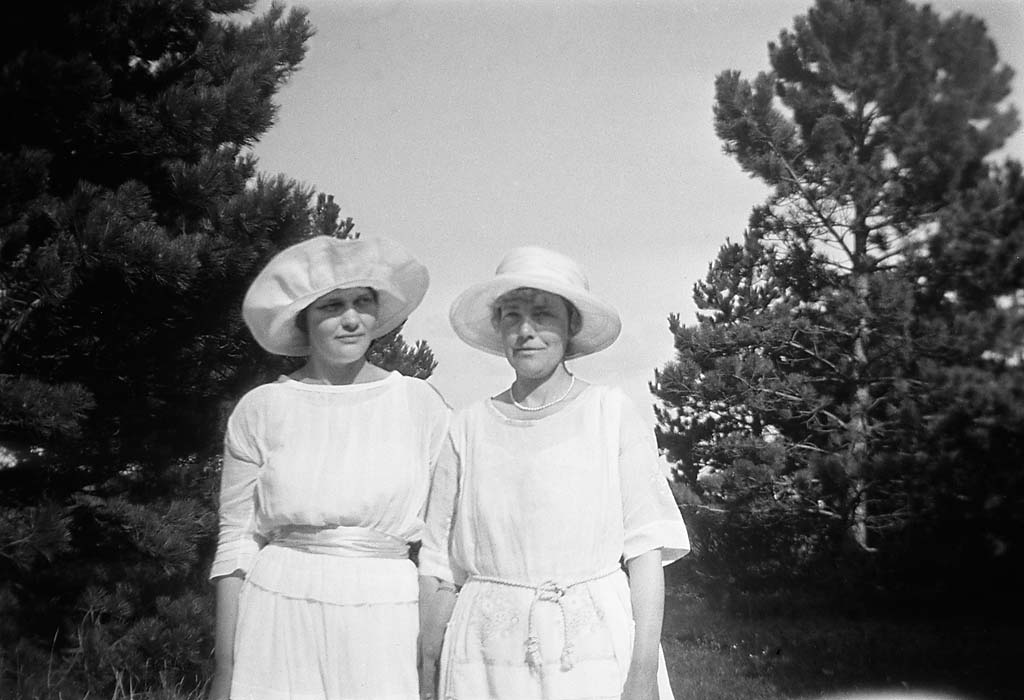
Berit Wallenberg (links) and ihre Mutter in Falsterbo, Skåne (1922)

Im Jahre 1922, im Alter von 20 Jahren, beschloss Wallenberg, Kunsthistorikerin zu werden. So lernte sie Latein, um sich gegen den Willen ihrer Eltern für die High School zu qualifizieren. Als sie schließlich nach ihrem Abschluss 1925 an der Universität Stockholm aufgenommen wurde, unter unterstützte und bewunderte ihr Vater jedoch ihr akademisches Leben und ihre Karriere. Neben dem Studium der Ethnologie lagen die Studienschwerpunkte Wallenbergs auf Archäologie und Kunstgeschichte Nordeuropas, Zyperns und Chinas. Innerhalb der Kunstgeschichte spezialisierte sie sich auf die mittelalterliche Freskenmalerei in Finnland, Dänemark und Schweden. Im Rahmen ihres weiterführenden Studiums der Ur- und Frühgeschichte schloss sie 1931 ihr Examen über die Bronzezeit ab, obwohl sie bis zum darauffolgenden Jahr wartete, um das Bachelor-Diplom zu erhalten. Während diesem Jahr besuchte sie das Schwedische Institut in Rom und erwarb während ihres Aufenthalts in Italien ein Diplom des Byzantinischen Instituts in Ravenna.

## Karriere

### Archäologie

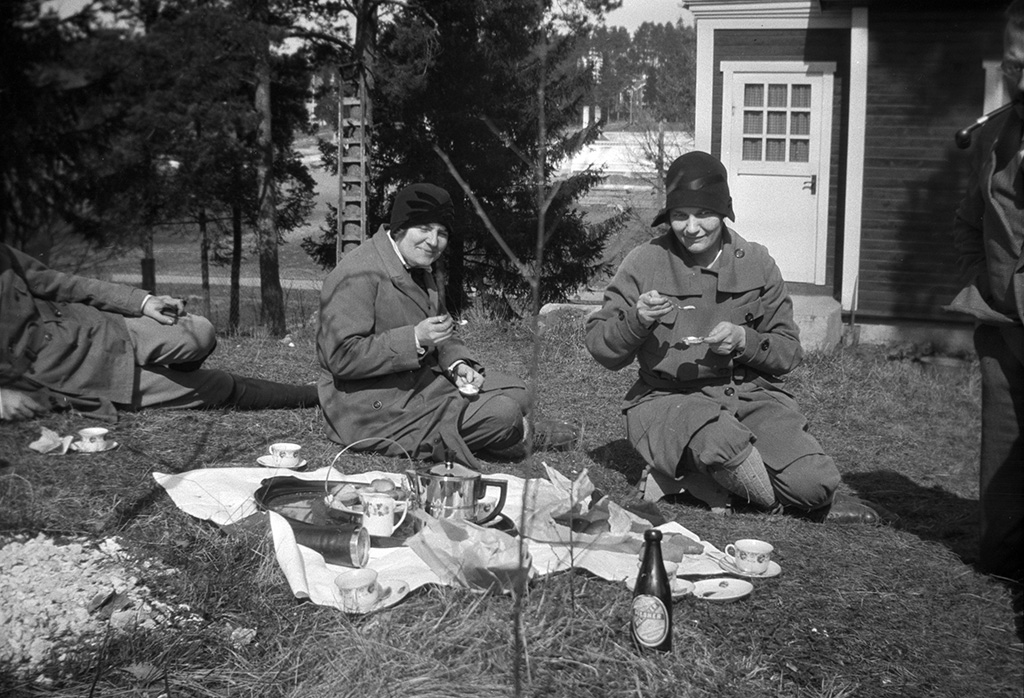
Wallenberg (rechts) während der Mittagspause bei ihrer archäologischen Ausgrabung aus den 1930er Jahren in Nälsta, Uppland, Schweden

Schon während ihrer Studienzeit nahm Wallenberg an mehreren Ausgrabungen wie der bronzezeitlichen Ausgrabung von Laholm im Jahre 1924 teil. Zwei Jahre später half sie bei der Ausgrabung des heidnischen Tempels von Gamla Uppsala und zwischen 1927 und 1930 wirkte sie an vier Ausgrabungen in der Klosterkirche von Alvastra und in der Vendelkirche mit. Während der Ausgrabung in Alvastra lernte sie die Archäologin Greta Arwidsson kennen. Zusammen entdeckten sie 1927 die lange gesuchten Gräber der Familie von Sverker.
Auch an der 1935 beginnenden Restaurierung der Kirche von Lovö war Wallenberg weiterhin beteiligt. Ihre Arbeiten wurden daraufhin von Sigurd Curman, dem Leiter des Nationalen Denkmalschutzamtes genehmigt, sodass sie als erste schwedische Frau in das Gremium zum Denkmalschutz gewählt wurde. Dabei schienen ihr Engagement und ihre Beiträge weit über das hinauszugehen, was dieses Amt erforderte.
Im Herbst 1939 leitete Wallenberg eine archäologische Ausgrabung von vier Gräbern unter den Runenklippen von Skänninge. Dies geschah auf Anweisung des Gotlands Fornsal und des Komitees für das nationale Kulturerbe.
Auch im Laufe der darauffolgenden Jahre beteiligte sich Wallenberg an Ausgrabungen, vor allem in der Umgebung von Stockholm. Auf ihren Reisen erstellte sie zahlreiche Dokumentationen und sammelte unter anderem eine große Anzahl von Fotomaterial über alte Gebäude und Wohngebiete in Europa, die im Zweiten Weltkrieg zerstört wurden. Die von ihr gesammelten und später veröffentlichten Bilder und mündlichen Beschreibungen tragen dazu bei, das Wissen über dieses Kulturerbe für künftige Generationen zu bewahren. In den 1980er Jahren gelangten ihre Fotografien in die Hände des Heritage Boards, in der Hoffnung, dass sie künftigen Forschern von Nutzen sein würden.

### Wohltätigkeitsorganisationen
Am 19. November 1955, gründete die Archäologin die Berit Wallenberg Foundation mit einer Spende von 406000 schwedischen Kronen. Die Stiftung dient der Förderung von Forschungen in Archäologie und Kunstgeschichte und war insbesondere bis zum Ende des 20. Jahrhunderts aktiv. Die Zuschüsse wurden dabei in erster Linie für Forschungsarbeiten über schwedisches und nordisches Material gewährt.

### Fotografie
Wallenberg begann schon in jungen Jahren mit der Fotografie. Ihre Sammlung von etwa 25.000 Fotos wurde Anfang der 1980er Jahre dem Archiv der Behörde für das nationale Kulturerbe geschenkt, mit dem Wunsch, dass sie für künftige Forschungen erhalten bleibt. Eine repräsentative Auswahl der Bilder aus der Sammlung wurde von der schwedischen Denkmalschutzbehörde digitalisiert, was durch einen Zuschuss der Berit-Wallenberg-Stiftung ermöglicht wurde.
Die Bilder wurden zwischen den 1920er und 1980er Jahren aufgenommen und sind größtenteils in schwarz-weiß gehalten. Die Motive spiegeln Wallenbergs berufliche Interessen als Archäologin und Kunsthistorikerin wider. So fotografierte sie besonders antike Denkmäler, archäologische Ausgrabungen, Kirchen, Fresken, städtische Umgebungen und Landschaften. Viele Fotos entstanden während ihrer Studienreisen durch Europa, hauptsächlich in den 1920er und 1930er Jahren. Dort reiste sie unter anderem nach Frankreich, Belgien, die Niederlande, Deutschland, Italien, das Vereinigte Königreich, Irland und Russland.
1930 reiste nach Þingvellir, Island, wo sie viele Fotos machte, um das 1000-jährige Bestehen des nationalen Parlaments Althing zu dokumentieren.
Insgesamt stellen Wallenbergs Fotografien eine kulturell und historisch wertvolle Zeitdokumentation dar. So wurden beispielsweise Umgebungen und Gebäude fotografiert, die es heute nicht mehr gibt oder die sich stark verändert haben wie etwa städtische Umgebungen in Deutschland vor dem Zweiten Weltkrieg.

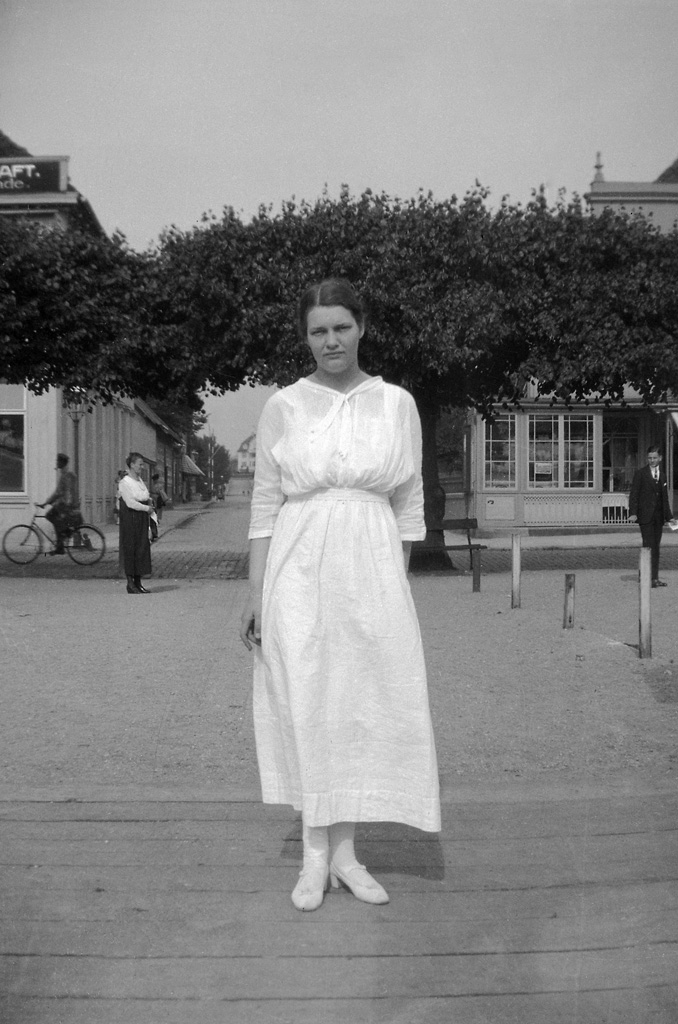
Wallenberg während ihres Aufenthalts in Deutschland, 1921

## Privatleben
Wallenberg war unverheiratet. Ihr Privatleben war geprägt von ihrer Familie und der Religion. Sie war eine aktive Missionarin und nebenberuflich als Verfasserin von Zeitungskolumnen tätig. Mehrere enge Freunde Wallenbergs spielten in ihrem beruflichen und privaten Leben eine wichtige Rolle, darunter die Schriftstellerin Stina Ridderstad, der Dekan Gustaf Brunkrona und Gerda Boëthius, die Direktorin des Gerda Boethius Art Museum. Später verbrachte Wallenberg viel Zeit mit der regionalen Kuratorin für Altertümer und Archäologie, Greta Arwidsson, und der Kuratorin und Kunsthistorikerin Agnes Geijer, deren Freundschaft bis zu ihrem Tod andauerte.
Berit Wallenberg starb am 4. September 1995. Wie viele ihrer Familienmitglieder wurde sie am 14. September von Pfarrer Lars Djerf in der Kirche von Lovö beigesetzt. Dieser schrieb einige Zeit später ihre Biografie, die im Jahre 2003 erschienen ist.

## Auszeichnungen
- Illis quorum (1952)
- Ehrendoktorwürde der Universität Stockholm
- Hazelius Medaille in Silber vom Nordiska museet (1973)
- Ehrenmitgliedschaft des S:ta Ingrids Gille Vereins für Heimatkunde (1940)
- Anerkennungspreis der Gesellschaft für Gemeinschaftspflege (Samfundet för hembygdsvård (SfH))

## Gallery

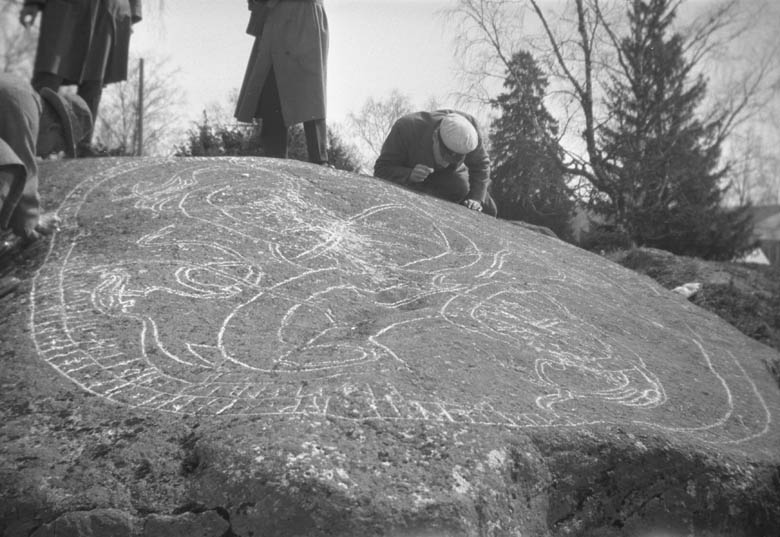
Runenstein von Granby, Uppland, Schweden, 1927
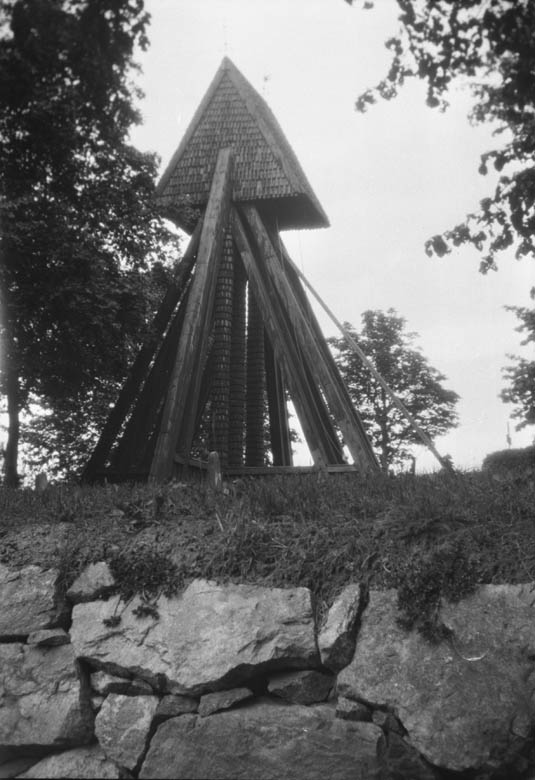
Glockenturm der Kirche von Bergshammar, Gemeinde Nyköping, Schweden, 1928
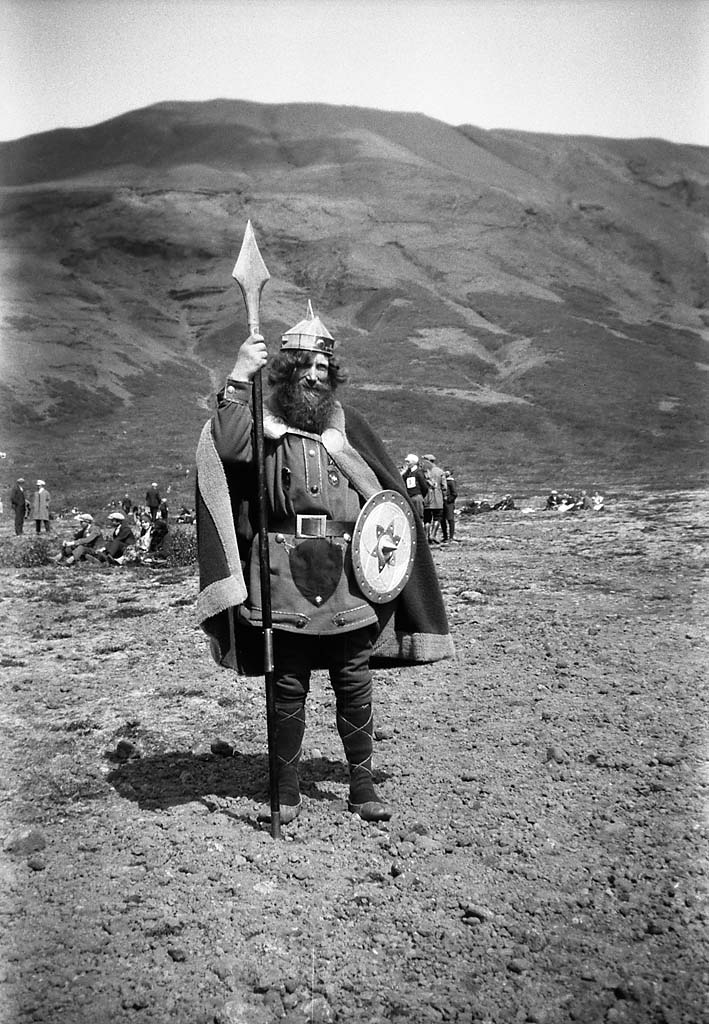
„The Viking“, Þingvellir, Island, 1930
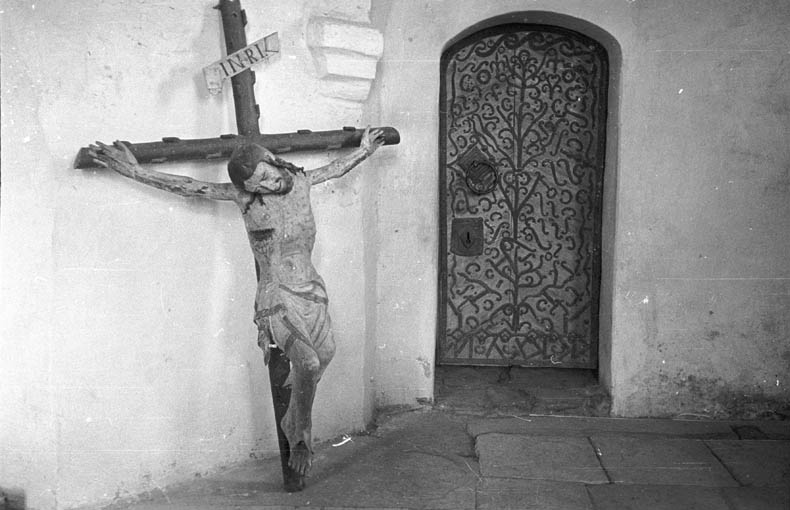
Alte Kirche St. Maria von Risinge, Gemeinde Finspång, Schweden, 1933
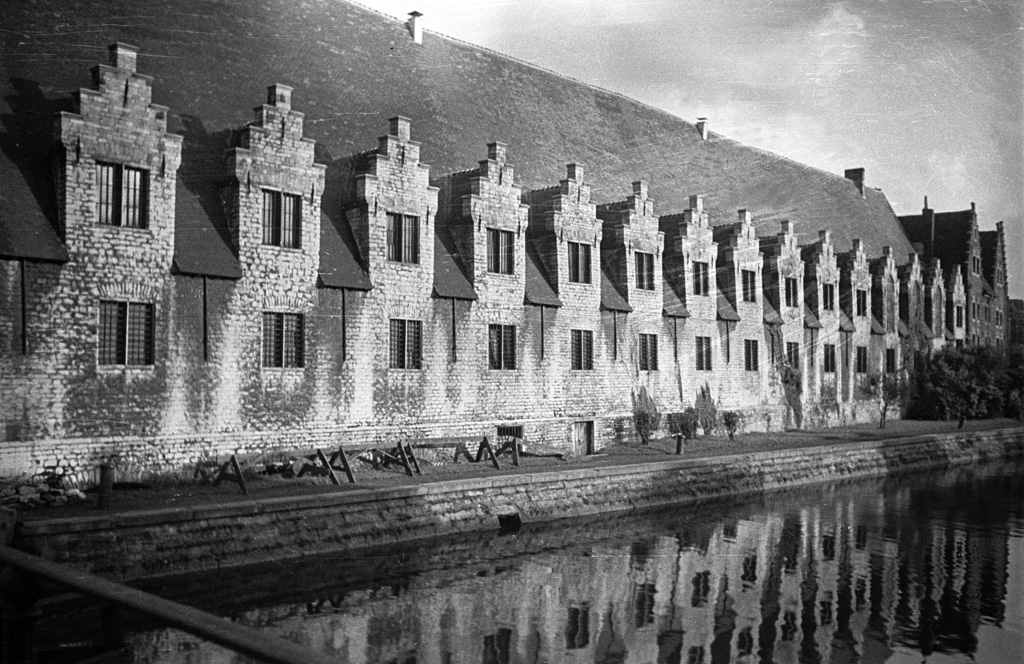
„La Grande Boucherie“, die mittelalterliche Metzgerhalle am Groentenmarkt in Gent, Belgien, 1934
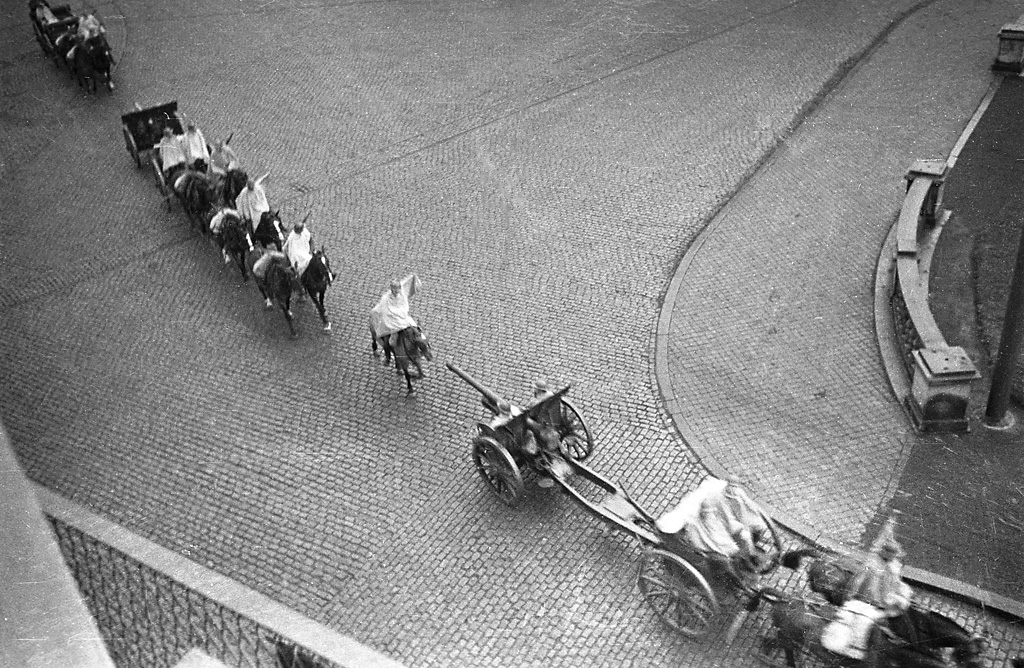
„Belgian manoeuvre“ in Tournai, Belgien, 1934
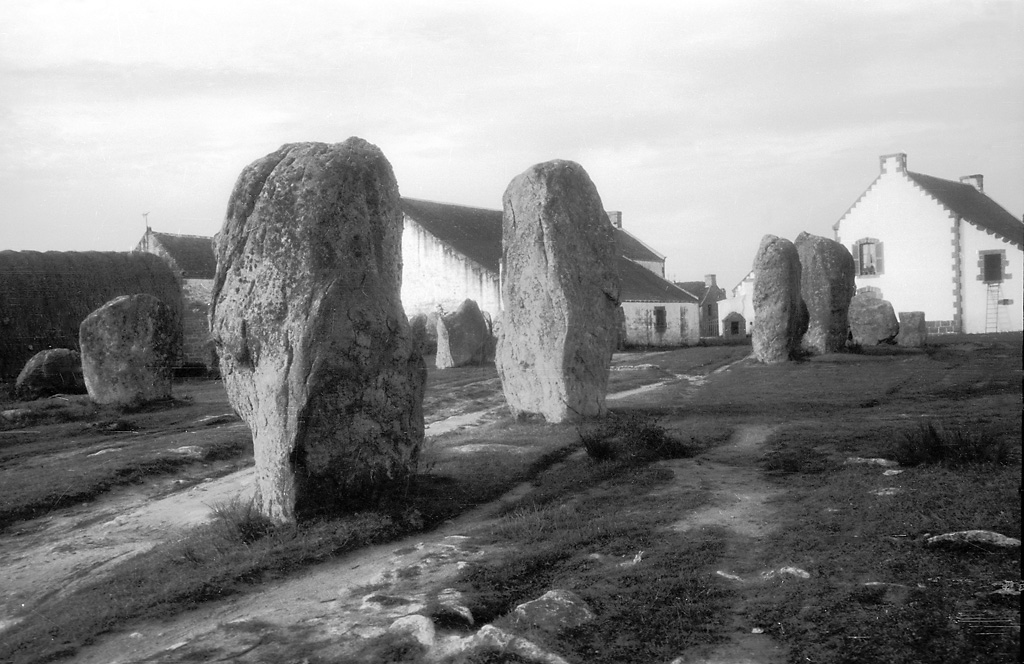
Steinreihe Ménec in Carnac, Bretagne, Frankreich, 1937
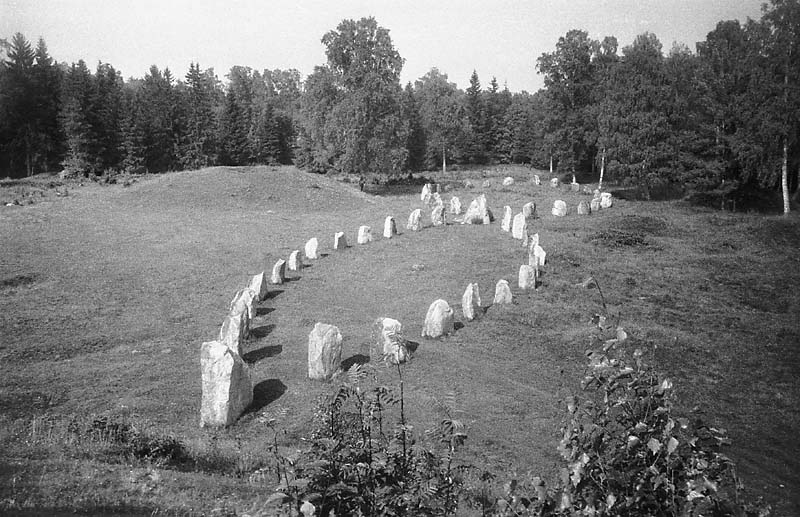
„Anundshögsområdet“, Gemeinde Västerås, Schweden, 1939
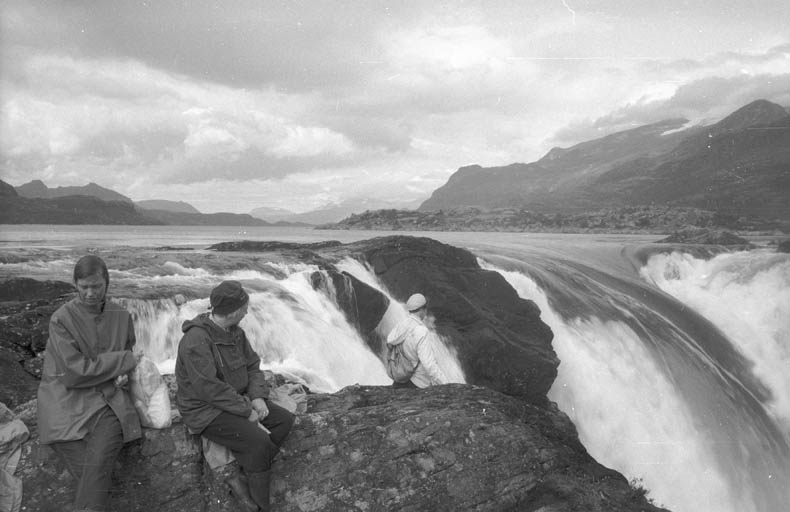
Nationalpark Stora Sjöfallet, Schweden, 1961
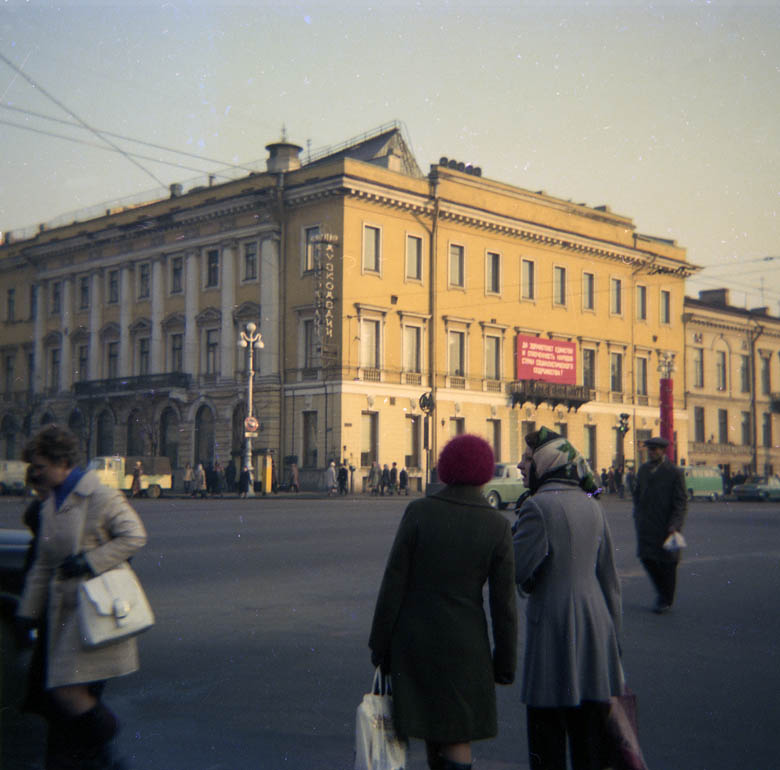
„Leningrad“, Sowjetunion, 1971